# Бараљевац
Бараљевац је насеље у Србији у општини Бујановац у Пчињском округу. Према попису из 2022. било је 311 становника.

## Демографија
У насељу Бараљевац живи 237 пунолетних становника, а просечна старост становништва износи 37,5 година (34,8 код мушкараца и 41,0 код жена). У насељу има 87 домаћинстава, а просечан број чланова по домаћинству је 3,63.
Ово насеље је у потпуности насељено Србима (према попису из 2002. године), а у последња три пописа, примећен је пад у броју становника.
|  |

| Демографија | Демографија | Демографија |
| Година      | Становника  | Становника  |
| ----------- | ----------- | ----------- |
| 1948.       | 467         |             |
| 1953.       | 420         |             |
| 1961.       | 429         |             |
| 1971.       | 403         |             |
| 1981.       | 358         |             |
| 1991.       | 336         | 336         |
| 2002.       | 316         | 316         |
| 2022.       | 311         |             |

| Етнички састав према попису из 2002.‍ | Етнички састав према попису из 2002.‍ | Етнички састав према попису из 2002.‍ | Етнички састав према попису из 2002.‍ | Етнички састав према попису из 2002.‍ |
| ------------------------------------ | ------------------------------------ | ------------------------------------ | ------------------------------------ | ------------------------------------ |
|                                      |                                      |                                      |                                      |                                      |
| Срби                                 | Срби                                 |                                      | 316                                  | 100,0%                               |

| Година пописа     | 1948. | 1953. | 1961. | 1971. | 1981. | 1991. | 2002. |
| ----------------- | ----- | ----- | ----- | ----- | ----- | ----- | ----- |
| Број домаћинстава | 70    | 65    | 66    | 70    | 81    | 83    | 87    |

| Број чланова      | 1 | 2  | 3  | 4  | 5 | 6  | 7 | 8 | 9 | 10 и више | Просек |
| ----------------- | - | -- | -- | -- | - | -- | - | - | - | --------- | ------ |
| Број домаћинстава | 9 | 22 | 13 | 16 | 9 | 12 | 5 | 1 | 0 | 0         | 3,63   |

| Пол    | Укупно | Неожењен/Неудата | Ожењен/Удата | Удовац/Удовица | Разведен/Разведена | Непознато |
| ------ | ------ | ---------------- | ------------ | -------------- | ------------------ | --------- |
| Мушки  | 138    | 45               | 80           | 11             | 2                  | 0         |
| Женски | 111    | 8                | 83           | 19             | 1                  | 0         |
| УКУПНО | 249    | 53               | 163          | 30             | 3                  | 0         |

| Пол    | Укупно                    | Пољопривреда, лов и шумарство | Рибарство                            | Вађење руде и камена | Прерађивачка индустрија       |
| ------ | ------------------------- | ----------------------------- | ------------------------------------ | -------------------- | ----------------------------- |
| Мушки  | 66                        | 12                            | 0                                    | 0                    | 25                            |
| Женски | 23                        | 5                             | 0                                    | 0                    | 13                            |
| УКУПНО | 89                        | 17                            | 0                                    | 0                    | 38                            |
| Пол    | Производња и снабдевање   | Грађевинарство                | Трговина                             | Хотели и ресторани   | Саобраћај, складиштење и везе |
| Мушки  | 0                         | 1                             | 1                                    | 2                    | 5                             |
| Женски | 0                         | 0                             | 1                                    | 0                    | 0                             |
| УКУПНО | 0                         | 1                             | 2                                    | 2                    | 5                             |
| Пол    | Финансијско посредовање   | Некретнине                    | Државна управа и одбрана             | Образовање           | Здравствени и социјални рад   |
| Мушки  | 0                         | 0                             | 12                                   | 2                    | 3                             |
| Женски | 0                         | 0                             | 0                                    | 1                    | 3                             |
| УКУПНО | 0                         | 0                             | 12                                   | 3                    | 6                             |
| Пол    | Остале услужне активности | Приватна домаћинства          | Екстериторијалне организације и тела | Непознато            | Непознато                     |
| Мушки  | 2                         | 0                             | 0                                    | 1                    | 1                             |
| Женски | 0                         | 0                             | 0                                    | 0                    | 0                             |
| УКУПНО | 2                         | 0                             | 0                                    | 1                    | 1                             |